# آتش‌سوزی مصنوعی مهارشده

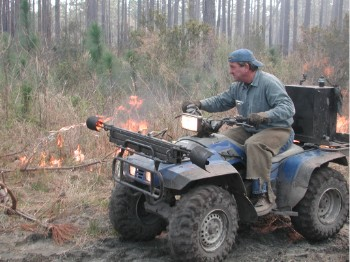
آتش‌سوزی مصنوعی در جنگل‌های کارولینای جنوبی با دستگاه آتش‌پاش نصب شده بر روی یک خودروی همه‌جارو

آتش‌سوزی مصنوعی مهارشده یا آتش‌سوزی تجویزی تکنیکی است که گاهی در مدیریت جنگل‌بانی، کشاورزی یا برای احیای دشت‌ها و کاهش گازهای گلخانه‌ای به کار می‌رود. آتش، بخشی طبیعی از بوم‌شناسی جنگل و چمنزار است و آتش کنترل‌شده می‌تواند به عنوان ابزاری برای جنگل‌بانان به کار رود. آتش‌سوزی مصنوعی کنترل‌شده در خلال ماه‌های خنک‌تر انجام می‌شود تا انباشت سوخت را کاهش داده و مانع از کنترل خارج شدن آتش‌سوزی شود. آتش‌سوزی مصنوعی کنترل‌شده برخی از درختان جنگلی مورد نیاز را تحریک به جوانه زدن می‌کند و از این راه جنگلی جوان دوباره پدید می‌آید. برخی میوه‌های درختان تیرهٔ کاجیان مانند کاج ساحلی و درخت غول با چنین آتش‌سوزی‌هایی سازگار شده‌اند، به این معنی که این درختان برای باز کردن میوه‌های خود و پراکندن دانه به گرمای آتش نیاز دارند.

## تأثیر آتش‌سوزی بر ویژگی‌های خاک اکوسیستم‌های جنگل
آتش‌سوزی جنگل‌ها بسته به شدت آن در کلیه اکوسیستم‌های جنگلی تأثیرهای بسیار پیچیده مفید یا فاجعه‌بار بر روی خصوصیات خاک می‌تواند داشته باشد. تغییرات نوع شدید آتش‌سوزی در خصوصیات فیزیکی خاک تغییرهایی شامل: تخریب ساختار و تخلخل خاک، افزایش رواناب و فرسایش به دنبال دارد. در ویژگی‌های شیمیایی: کاهش مواد آلی، تبخیر کاتیون‌ها، تغییر در ذخایر عناصر غذایی و چرخه آن‌ها و در خصوصیات بیولوژیکی خاک: کاهش در گونه‌های میکرو و ماکروفون‌ها و تغییر جمعیت میکربی توسط آتش می‌تواند سبب تغییر در پوشش و فعالیت‌های گیاهی گردد.